# Lasioglossum subpurpureum
Lasioglossum subpurpureum is een vliesvleugelig insect uit de familie Halictidae. De wetenschappelijke naam van de soort werd voor het eerst geldig gepubliceerd in 1919 door Theodore Dru Alison Cockerell.